# 武隈徳三郎
武隈 徳三郎（たけくま とくさぶろう、1896年（明治29年）8月3日 - 1951年（昭和26年）11月28日）はアイヌ出身の教員、鉄道員。後に縁戚の養子縁組を繰り返し、中村 徳三郎、宮島 徳三郎となる。『アイヌ物語』の著者として知られる。

## 経歴
1896年8月3日、武隈熊次郎・カツの子供として十勝国河西郡伏古村（現・帯広市）に生まれる。1910年に北海道庁立第二伏古尋常小学校を卒業後、校長の三野経太郎に嘱望されたことにより教員を志し、帯広准教員講習所で準教員、尋常小学校本科正教員養成常設講習会で尋常小学校本科正教員の資格を得る。
1913年に高島尋常小学校の准訓導、1914年に音更尋常小学校の訓導兼校長、1916年に井目戸旧土人学校（後の井目戸尋常小学校）の訓導兼校長となる。1915年12月、川上タケと結婚する。1918年、北海道人類学会に乙賛助会員として入会する。1919年、井目戸尋常小学校が廃校となり、1920年に札幌鉄道管理局に就職し札幌駅の貨物掛となる。1922年、樫保の教育所で教員になり、1923年、池売尋常小学校の訓導兼校長となる。
1931年、母方の姓である宮島に改姓する。
1951年11月28日頃に死亡とみなされ、1971年に失踪宣告を受ける。

## 『アイヌ物語』
1918年に富貴堂書房から発行された武隈の著書。山辺安之助（1867-1923）の『あいぬ物語』（1913年）に次いで書かれたアイヌによる著書でありつつも、口述筆記ではなくアイヌ自らが執筆・刊行したものとして、ジョン・バチェラーによる序文内で「アイヌ人著述の嚆矢」と紹介されている。武隈は、アイヌの実態を伝えるものとして執筆したが、出版社は「アイヌが書いた」という点に重きを置いて広告し、同年に開かれた開道五十年記念北海道博覧会の記念品・土産物として売り込んでいる。
その内容は、(1)「アイヌ種族」、(2)「アイヌの風俗習慣」、(3)「アイヌの宗教」、(4)「アイヌの教育」、(5)「アイヌの工芸」の5章構成であり、分量としては特に「アイヌの教育」の章に力が注がれている。1916年に施行された「旧土人児童教育規程（大正5年12月、北海道庁令第86号）」に対する見解が述べられており、日本政府の主導するアイヌ民族教育に関する政府の方針に対する私見（反対意見）を公表した。

## 著作
- 『アイヌ物語』ジヨンバチェラー序、河野常吉校訂、富貴堂書房、1918年7月。 NCID BN03125959。全国書誌番号:43026249。
  - 『アイヌ物語』ジヨンバチェラー序、河野常吉校訂（再版）、富貴堂書房、1918年8月。全国書誌番号:54012168。
  - 『アイヌ物語』河野本道選、北海道出版企画センター〈アイヌ史資料集 第5巻 言語・風俗編（2）〈7分冊〉〉、1980年11月。 NCID BN07564462。全国書誌番号:82012352。
  - 小川正人・山田伸一 編「アイヌ物語」『アイヌ民族 近代の記録』草風館、1998年1月、351-372頁。ISBN 9784883231003。 NCID BA34501860。全国書誌番号:99062268。
- 「不条理の理髪屋」『北海道人類学会雑誌』第1号、北海道人類学会、1919年3月、58-59頁。

そのほか、須田茂は、アイヌ伝道団の機関誌『ウタリグス』に「隈星」名義で掲載された短文3編が武隈のものであるとの仮説を立てている。